# 邓景发
邓景发（1933年8月4日—2001年5月12日），中国物理化学家。生于上海，籍贯广东番禺。1955年毕业于复旦大学化学系。1959年复旦大学研究生毕业。1995年当选为中国科学院院士。曾任复旦大学化学系教授。